# 程湄
程湄，原籍江南歙县，岑山渡程氏家族的成员，原籍江南徽州府歙县岑山渡，世代在扬州经营盐业，寄籍扬州府江都县。清康熙三十三年甲戌科（1694年）进士3甲第19名。任知县。